# 할 스미스
할 스미스(Hal Smith, 1916년 8월 24일 ~ 1994년 1월 28일)는 미국의 배우, 각본가, 디스크 자키, 텔레비전 배우, 성우, 영화배우이다.
샌타모니카에서 사망하였다. 사인은 심근 경색이다.

## 영화
- 미키의 환상의 크리스마스 (2001년)
- 미녀와 야수 (1991년) - 필립 목소리 역
- 피블의 모험 (1986년) - 모 목소리 역
- 믹키의 크리스마스 캐롤 (1983년)
- 꼬마 유령 캐스퍼 - 만화 시리즈 (1979년)
- 해저드 마을의 듀크 가족 (1979년)
- 꿈꾸는 낙원 (1978년)
- 스몰 원 (1978년)
- 곰돌이 푸의 모험 (1977년)
- 오클라호마 유전 (1973년)
- 판타스틱 플래닛 (1973년)
- 백만달러의 오리 (1971년)
- 개구쟁이 6남매 (1969년)
- 곰돌이 푸 2 - 폭풍우 치던 날 (1968년)
- 그레이트 레이스 (1965년) - 보라초 시장 역
- 건망증 선생님 2 (1963년)
- 고인돌 가족 플린스톤 (1960년)
- 피터 건 (1958년)
- 핫 카 걸 (1958년)
- 서부의 파라딘 (1957년)
- 페리 메이슨 (1957년)
- 데어스 올웨이즈 터마로우 (1956년) - 바텐더 역
- 놈은 바닷속으로부터 왔다 (1955년)
- 디즈니랜드 (1954년)
- 프란시스 커버 더 빅 타운 (1953년)
- 워킹 마이 베이비 백 홈 (1953년)